# Ordynariat polowy Włoch
Ordynariat polowy Włoch – ordynariat polowy Kościoła rzymskokatolickiego obejmujący wiernych tego wyznania służących we Włoskich Siłach Zbrojnych, cywilnych pracowników wojska oraz ich rodziny. Ordynariat został ustanowiony 6 marca 1925. Od kwietnia 2025 na jego czele stoi abp Gian Franco Saba. Inaczej niż w większości krajów, gdzie działają tego typu struktury, we Włoszech ordynariusz polowy nosi tytuł arcybiskupa, a nie biskupa. Rolę katedry polowej pełni kościół św. Katarzyny ze Sieny w Rzymie.
Zgodnie z włoskim prawem, urząd ordynariusza polowego ma charakter państwowy, a nie tylko religijny. W związku z tym obsada tego stanowiska jest każdorazowo przedmiotem poufnych konsultacji między Stolicą Apostolską a rządem Włoch. Nominacja następuje na podstawie dwóch wydawanych jednocześnie dokumentów - kościelnego podpisywanego przez papieża oraz państwowego, podpisywanego przez prezydenta Włoch na wniosek premiera i ministra obrony.